# Vidya Charan Shukla

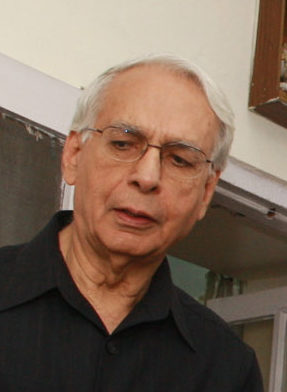
Vidya Charan Shukla

Vidya Charan Shukla (* 2. August 1929 in Raipur, Central Provinces; † 11. Juni 2013 in Gurgaon, Haryana) war ein indischer Politiker des Indischen Nationalkongress (INC), der unter anderem mehrere Jahre Abgeordneter des Unterhauses (Lok Sabha) sowie kurzzeitig Außenminister war.

## Leben
Shukla war ein Sohn des Rechtsanwalts und Freiheitskämpfers Ravi Shankar Shukla, der zwischen 1947 und 1956  Chief Minister der Central Provinces and Berar sowie von Madhya Pradesh war. Sein älterer Bruder Shyama Charan Shukla war von 1972 bis 1972, 1975 bis 1977 sowie von 1989 bis 1990 ebenfalls Chief Minister von Madhya Pradesh.
Er selbst absolvierte nach dem Schulbesuch ein Studium der Agrarwissenschaften am Morris College sowie am University College of Law in Nagpur und schloss dieses Studium mit einem Bachelor of Arts (B.A.) ab. Im Anschluss war er als Agrarwissenschaftler tätig.
Seine politische Laufbahn begann Shukla, als er als Kandidat des Indischen Nationalkongress 1957 erstmals als Abgeordneter in das Unterhaus (Lok Sabha) gewählt wurde. Nach acht Wiederwahlen vertrat er bis 1996 die Interessen des Wahlkreises Mahasamund bzw. zuletzt von Raipur.
Während der Regierung unter Premierministerin Indira Gandhi in der Notstandszeit (The Emergency) 1975 bis 1977 war Shukla Staatsminister im Ministerium für Information und Rundfunk.
Mitte der 1980er Jahre schloss er sich Vishwanath Pratap Singh an, der den Führungsstil von Premierminister Rajiv Gandhi kritisierte, und gehörte mit diesem 1987 zu den Mitgründern der Volksfront (Jan Morcha). Nach deren Zusammenschluss mit Teilen der Janata Party, der Bharatiya Lok Dal sowie des Indian National Congress (Socialist) zur Janata Dal am 11. Oktober 1988 trat er dieser bei, und wurde bei den Wahlen 1989 als deren Kandidat zum Abgeordneten in die Lok Sabha wiedergewählt.
Nachdem Vishwanath Pratap Singh am 2. Dezember 1989 Nachfolger von Rajiv Gandhi als Premierminister wurde, wurde Shukla als Staatsminister in dessen Regierung berufen. Im Anschluss wurde er am 21. November 1990 von dessen Nachfolger als Premierminister, Chandra Shekhar, zum Außenminister ernannt und damit zum Nachfolger von Inder Kumar Gujral. Das Amt des Außenministers bekleidete Shukla knapp drei Monate lang bis zum 20. Februar 1991. Danach wurde er wieder Mitglied des Indischen Nationalkongresses.
Am 25. Mai 2013 wurde Shukla bei einer Wahlkampfveranstaltung durch einen Anschlag von Naxaliten schwer verletzt und verstarb nach knapp dreiwöchiger Behandlung in einem Krankenhaus in Gurgaon.